# Ryticaryum macrocarpum
Ryticaryum macrocarpum är en tvåhjärtbladig växtart som beskrevs av Odoardo Beccari. Ryticaryum macrocarpum ingår i släktet Ryticaryum och familjen Icacinaceae. Inga underarter finns listade i Catalogue of Life.